# Postamt N 65

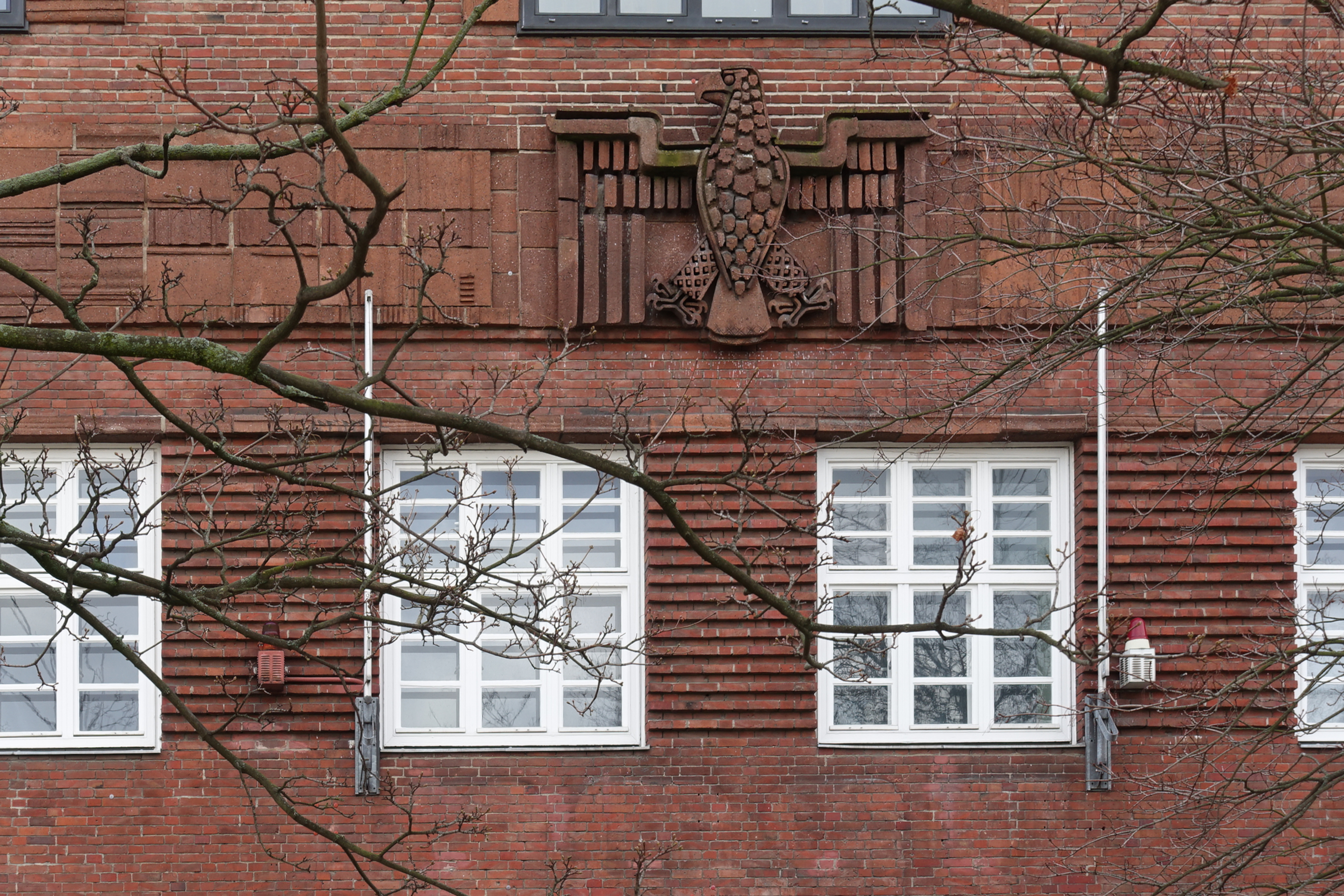
Der Reichsadler von Walter Reger über Haupteingang

Das Postamt N 65 ist ein Gebäude im Stil des Nachexpressionismus in der Gerichtstraße im Berliner Ortsteil Wedding des Bezirks Mitte. Das 1926 bis 1928 von Postbaurat Wilhelm Tietze errichtete Postamt steht wegen seiner ausdrucksstarken, subtil durchdachten Relieffassade unter Denkmalschutz.

## Gebäude
Das Vorderhaus an der Gerichtstraße ist ein mit Backstein verblendeter Stahlskelettbau im Stil der Neuen Sachlichkeit, dem sich ein Mittelflügel sowie ein Quergebäude anschließen. Durch die breiten Metallfenster wirkt das Postamt wie ein Fabrikgebäude, wobei es Tietze gelang, die Fassade subtil allein mit Backstein und Terrakotta zu gestalten und dabei eine eigenständige abstrakte Reliefkunst zu entwickeln. Der künstlerische Entwurf stammt von Walter Reger, der auch den stilisierte Reichsadler über dem Haupteingang schuf. Der Haupteingang führt in die Schalterhalle im Mittelflügel, die man in der Nachkriegszeit mehrfach umgebaut hat.